# Oxymyrrhine cordata
Oxymyrrhine cordata är en myrtenväxtart som beskrevs av Barbara Lynette Rye och Malcolm Eric Trudgen. Oxymyrrhine cordata ingår i släktet Oxymyrrhine och familjen myrtenväxter. Inga underarter finns listade i Catalogue of Life.